# La canzone dei Nibelunghi. Problemi e valori
La canzone dei Nibelunghi. Problemi e valori è un saggio della medievista e scrittrice italiana Laura Mancinelli. È il primo saggio dell'autrice, scritto negli anni successivi alla laurea e pubblicato nel 1969 dalla casa editrice Giappichelli. La pubblicazione del libro le aprì le porte dell'editoria "generalista", facendola scegliere da Einaudi come curatrice dell'edizione del Nibelunghi (1972) per la collana dei "Millenni" e la introdusse nel mondo accademico.

## Edizioni italiane
- La canzone dei Nibelunghi. Problemi e valori, Torino, Giappichelli, 1969.